# Grégory Privat
Grégory Privat, né le 22 décembre 1984 en Martinique, est un pianiste et compositeur de jazz franco-martiniquais. Depuis les années 2010, il s'est imposé parmi les pianistes les plus brillants de la scène jazz française et caribéenne.

## Biographie

### Jeunesse et formation
Grégory Privat est né le 22 décembre 1984. Il grandit à Saint-Joseph, en Martinique, dans une famille de musiciens. Son père, José Privat, est un compositeur et le pianiste du groupe martiniquais Malavoi. C'est lui qui l'encourage à apprendre le piano dès l'âge de 6 ans. Après dix ans de formation classique, Grégory se met à la composition et à l'improvisation, particulièrement dans le jazz.
De 2004 à 2007, il fait une école d'ingénieur à Toulouse, tout en jouant le soir dans des clubs locaux. Il commence à écrire ses premières compositions dans le monde de la musique « Biguine Jazz », et fait la première partie du Festival de Jazz à Sainte-Marie en 2005.

### Débuts de musicien
Grégory s'installe ensuite à Paris, où il travaille comme ingénieur, tout en continuant de fréquenter les jam sessions. Inscrit à des compétitions de piano, il arrive demi-finaliste au concours du Festival de jazz de Montreux, en 2008, puis au Concours Martial Solal, en 2010.
Il crée son propre groupe, et sort un premier album en 2011, Ki Koté, auquel participent Renaud Gensane, Rafael Paseiro, Sonny Troupé, Olivier Juste et la chanteuse Faustine Cressot.

### Carrière
L'année suivante, âgé de 27 ans, il abandonne son emploi, pourtant bien rémunéré, pour devenir musicien professionnel et pouvoir se consacrer entièrement à la musique.
Bientôt, il joue avec des pointures caribéennes du jazz, comme le saxophoniste Jacques Schwarz-Bart, le trompettiste Franck Nicolas et le percussionniste Sonny Troupé, maître du Gwoka, qui devient un ami proche.
En 2014 sort l'album concept Tales of Cyparis, sur le label Plus Loin Music, avec l'implication de Joby Bernabé et Gustav Karlström. Le nom de l'album est une référence à Cyparis, survivant de l'éruption de la Montagne Pelée en 1902.
Avec le batteur de tambour Ka, Sonny Troupé, il sort Luminescence en 2015. Cet album en duo reflète un mélange de jazz, de biguine, relevé par les sonorités Gwoka teintées de groove.
Son album Family Tree suit en 2016, où il présente son premier trio avec Linley Marthe et Tilo Bertholo sur le label ACT.
Grégory Privat collabore aussi avec de grands noms de la scène européenne comme Stéphane Belmondo, Remi Vignolo, et Guillaume Perret. Il a aussi fait partie du Liberetto ensemble conduit par le bassiste suèdois Lars Danielsson.

Souhaitant plus de liberté artistique, Grégory crée son propre label en 2019, sous le nom de Buddham Jazz. L'année suivante, il produit et enregistre son album Soley, avec Chris Jennings à la contrebasse et Tilo Bertholo à la batterie.

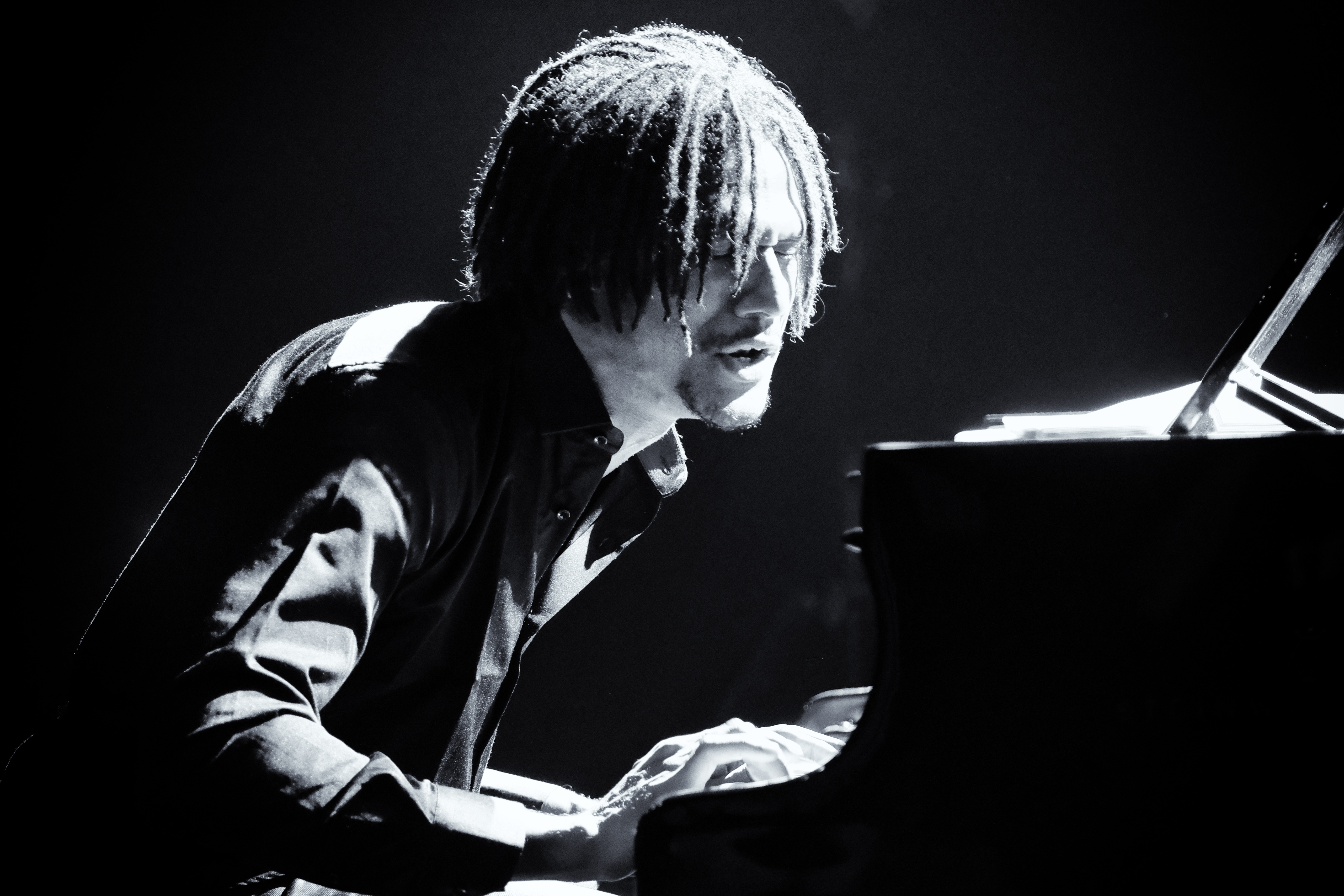
Grégory Privat au festival Jazzpote de Thionville, le.

En 2022, il enregistre son premier album solo : Yonn. Dans cette production intimiste, il mêle sa voix aux claviers, en écho à la traversée récente de la pandémie et aux confinements qui l’ont jalonnée.
Il collabore entre-temps avec Laura Prince sur son album Peace of Mine.
En 2023, il sort un album solo d'improvisation, Nuit & Jour, enregistré au Paradis Improvisé à Marseille.
En février 2024 parait Phoenix sur son label Buddam Jazz, en partenariat avec France Musique. Il y retrouve le contrebassiste Chris Jennings et le batteur Tilo Bertholo, qui l'accompagnaient déjà pour Soley (2020).

## Récompenses
- 2024 : Prix Django-Reinhardt[13]

## Discographie

### Comme leader
- 2011 - Ki Koté (Gaya Music Production)[14]
- 2014 - Tales of Cyparis (Plus Loin Music)[14]
- 2015 - Luminescence, avec Sonny Troupé (Jazz Family)[14]
- 2016 - Family Tree (ACT)[14]
- 2020 - Soley (Buddham Jazz)[14]
- 2022 - Yonn (Buddham Jazz)[14]
- 2023 - Nuit & Jour (Paradis Improvisé / L'Autre Distribution)
- 2024 : Phœnix (Buddam Jazz)

### Commesideman
- 2012 - Jocelyn Ménard - Terre Mère
- 2013 - Franck Nicolas - Psychédélick Trio
- 2013 - Sonny Troupé - Voyages et Rêves
- 2013 - Franck Nicolas - Jazz Bèlè Philosophy 8
- 2014 - Jacques Schwarz-Bart - Jazz Racine Haïti
- 2014 - Renaud Gensane - Hapalemur
- 2015 - Christophe Zoogonès - Kind Of Zoo
- 2015 - Nicolas Viccaro - Intensions
- 2016 - Elvin Bironien - A Quest
- 2016 - Dominique Di Piazza - Living Hope
- 2016 - Yosuke Onuma - Jam Ka Deux
- 2016 - Céline Languedoc - Rencontre
- 2017 - Sonny Troupé - Reflets Denses
- 2017 - Manu Le Prince - In a Latin Mood
- 2017 - Lars Danielsson - Liberetto III
- 2018 - Anis Benhallak - Apes Theater
- 2018 - Jacques Schwarz-Bart - Hazzan
- 2019 - Yosuke Onuma - Jam Ka 2.5
- 2020 - Olivier Ker Ourio - Singular Insularity
- 2020 - Véronique Hermann Sambin - Skyloom
- 2020 - Jacques Schwarz-Bart - Sone Ka-la 2 Odyssey
- 2020 - David Linx - Skin in The Game
- 2021 - Laura Prince - Peace of Mine
- 2021 - Lars Danielsson - Cloudland